# Priekulė (okres Klaipėda)
Priekulė (německy Prökuls)  je město v západní části Litvy, v Žemaitsku, v Klaipėdském kraji, na západním (pravém) břehu řeky Minije, 20 km na jih od Klaipėdy.
Ve městě je zděný katolický kostel Sv. Antonína Padovského (litevsky Šv. Antano Paduviečio bažnyčia), postavený v letech 1937–1938, a evangelický luteránský kostel. V centru města je krčma "Mingė". V lesoparku Vingio je již ztrouchnivělý, padlý Priekulský dub, dříve ceněná přírodní památka. V tomto parku je také dostihové závodiště. Několik kroků od parku je memoriální muzeum Ievy Simonaitytė (založeno roku 1984). V centru je památník Ievy Simonaitytė.

## Minulost města
Podle Melnské mírové dohody s řádem německých rytířů (v roce 1422) byla utvrzena hranice mezi Pruskou provincií a Litvou. Priekulė a její okolí (kde bydlelo nemálo Žemaičiů / Litevců) a samozřejmě také blízký Memel připadlo řádu a později bylo začleněno do Pruska a hranice zůstala nezměněna až do roku 1919. Sama Priekulė je zmiňována od první poloviny 16. století. V letech 1923–1938 a po II. světové válce v roce 1945 připadla Litvě. Městská práva získala až v roce 1946. V letech 1950–1959 byla okresním městem. Městský znak byl potvrzen dekretem prezidenta Litvy 19. prosince 2002.

### Původ názvu města
V první polovině 16. století na místě dnešní Priekulė byla ves jménem Paminija (nebo Paminijas), celkem 3 usedlosti. Starosta této vsi byl Lukas Priekulis nebo Priekulė. Takže názvem města je příjmení. Původ samého příjmení je pravděpodobně lotyšský.

## Obyvatelstvo
| 1970  | 1979  | 1989  | 2001  | 2006  |
| ----- | ----- | ----- | ----- | ----- |
| 1 931 | 1 864 | 1 826 | 1 725 | 1 673 |

## Doprava, komunikace
- V městě je autobusová zastávka linky Tauragė – Šilalė – Šilutė – Priekulė – Klaipėda
- Další autobusové spoje:
  - Alytus přes Jurbarkas
  - Jurbarkas přes Šilutė
  - Královec (Karaliaučius) přes Tylže (Tilžė)
  - Kaunas přes Jurbarkas
  - Kaunas přes Šakiai
  - Kintai přesSakučiai
  - Liepāja přes Klaipėda
  - Marijampolė přes Jurbarkas
  - Palanga přes Klaipėda
  - Rusnė přes Šilutė
  - Šakiai přes Jurbarkas
  - Šilutė
  - Švėkšna přes Agluonėnai
  - Tauragė přes Šilutė
  - Ventė přes Kintai
  - Veiviržėnai přes Agluonėnai
- Příměstská linka mikroautobus/taxi Priekulė-Klaipėda
- Železniční stanice Priekulė na trati Vilnius – Kaunas – Klaipėda – Šilutė – Tylže (Tilžė) – Královec (Karaliaučius)

Hlavní silniční směry:
- Směrem severozápadním silnice č. 141 (prochází napříč městem) směr Klaipėda; opačným směrem Šilutė

Důležitější z vedlejších směrů:
- Směrem JZ vedlejší silnice – za tratí se rozdvojuje: západněji směr Dreverna, jižněji směr Venckai – Sakūčiai – Kintai – Ventė
- Za mostem přes Miniji vlevo směrem východním Stragnai II – Pėžaičiai, směrem severozápadním Voveriškiai – Šernai

## Záplavy
Za mostem přes Miniji se v době každoročních záplav (nejčastěji v předjaří) stává silnice č. 141 neprůjezdná. V tomto období dopravu zajišťují obojživelné transportéry. Roky, kdy záplavy nejsou, jsou spíše výjimkou.